# Mari Ferrari
Мария Роганова (более известная по псевдониму Mari Ferrari, род. 7 ноября 1990, Харьков) — португальский диджей и продюсер. Сотрудничает с лейблами Spinnin’ Records и Effective Records. Обрела популярность благодаря провокационному видео, где она демонстрирует ягодицы и грудь, позже оказавшимися фальшивыми. За сутки видео набрало миллион просмотров.

## Биография
Когда Марии исполнилось 6 лет, её семья переехала в Москву. С детства Мария интересовалась музыкой. Когда ей исполнилось 14 лет, она поступила на курсы диджеев. В 17 лет окончила Московский художественно-промышленный университет имени С. Г. Строганова по специальности «Скульптура».

## Карьера
Мария начала свою карьеру в 2007 году, выступая в клубах и фестивалях. Она выпустила совместные ремиксы с Джесси Вурн, Мартином Шейпом и Арбре Блассом[самостоятельно публикуемый источник]. Мария также выступала вместе с диджеем Карлом Коксом[самостоятельно публикуемый источник]. В 2011 году выпустила дебютный сингл «Reach Out», а второй сингл «Hello, Hello», ставший хитом, был выпущен в 2016 году.

## Дискография

### Синглы

#### В качестве ведущего исполнителя
| Название                                                        | Год  | Чарты                   | Чарты          | Чарты            | Альбом              |
| Название                                                        | Год  | СНГ                     | СНГ            | СНГ              | Альбом              |
| Название                                                        | Год  | Top Radio/ YouTube Hits | Top Radio Hits | Top YouTube Hits | Альбом              |
| --------------------------------------------------------------- | ---- | ----------------------- | -------------- | ---------------- | ------------------- |
| «Reach Out»                                                     | 2011 | —                       | —              | —                | Внеальбомные синглы |
| «Hello, Hello»                                                  | 2016 | 113                     | 100            | —                | Внеальбомные синглы |
| «U Are the One»                                                 | 2017 | 91                      | 75             | —                | Внеальбомные синглы |
| «Feel It» (совместно с Skytek)                                  | 2017 | —                       | —              | —                | Внеальбомные синглы |
| «Maria, Maria» (при участии Miss Mary)                          | 2018 | 31                      | 24             | 184              | Внеальбомные синглы |
| «Plus de toi» (совместно с Monodepth и при участии Kinnie Lane) | 2018 | 17                      | 15             | —                | Внеальбомные синглы |
| «Good Team» (совместно с Astero и при участии Martyn Ell)       | 2018 | 366                     | 320            | —                | Внеальбомные синглы |
| «Closer» (при участии Saia Lake)                                | 2019 | —                       | —              | —                | Внеальбомные синглы |
| «Countdown»                                                     | 2019 | —                       | —              | —                | Внеальбомные синглы |
| «Reason» (при участии MURANA)                                   | 2019 | 221                     | 998            | —                | Внеальбомные синглы |
| «Drop Dead» (совместно с M.Z.I и S-Elm и при участии Vianne)    | 2019 | 56                      | 47             | —                | Внеальбомные синглы |
| «My Mind» (совместно с Kaskeiyp)                                | 2020 | —                       | —              | —                | Внеальбомные синглы |
| «Love»                                                          | 2020 | 331                     | 199            | —                | Внеальбомные синглы |
| «Not Yours»                                                     | 2020 | —                       | —              | —                | Внеальбомные синглы |
| «Call Me»                                                       | 2020 | 85                      | 93             | —                | Внеальбомные синглы |
| «Slow»                                                          | 2021 | 342                     | 492            | —                | Внеальбомные синглы |

#### В качестве приглашённого исполнителя
| Название                                                 | Год  | Альбом             |
| -------------------------------------------------------- | ---- | ------------------ |
| «Bubble (Not My Bibble)» (при участии DD и Mari Ferrari) | 2018 | Внеальбомный сингл |